# Dirham

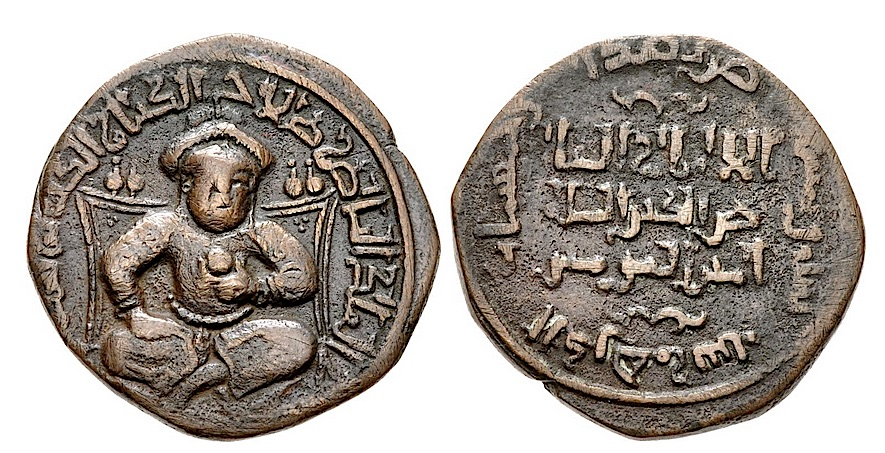
Un dirham di bronzo risalente al Sultano ayyubide Saladino. Si noti la raffigurazione umana, spesso erroneamente bollata come vietata dall'Islam

Il dirham, raramente adattato in italiano come daremo (arabo: دِرْهَم pl. darāhim دَرَاهِم), fu, dall'epoca del califfo omayyade 'Abd al-Malik ibn Marwān, la moneta argentea fatta coniare per la giovane umma islamica.

La parola derivava direttamente dal persiano drahm che la impiegava fin dall'epoca achemenide per la sua moneta d'argento e, a sua volta, quest'ultima s'era ispirata alla dracma greca (δραχμή, drachmḗ).
Il dirham usato nelle aree musulmane, di 2,97 grammi di peso, era al momento del suo primo conio in un rapporto di 7/10 nei confronti del dīnār aureo (che pesava g. 4,25) e 10 o 12 dirham equivalevano a 1 dīnār ma tale rapporto variò notevolmente nel corso della lunga storia del califfato e delle dinastie che lo soppiantarono dopo il suo crollo nel XIII secolo d.C.
Il dirham è nominalmente stato mantenuto come unità di conto in numerosi paesi arabi, nella maggior parte dei casi come frazione della moneta di base qualora essa sia chiamata dīnār.
Ad oggi i Paesi utilizzanti il dirham sono Marocco ed Emirati Arabi Uniti, rispettivamente Dirham marocchino e Dirham degli Emirati Arabi Uniti.

## Unità di massa
Conosciuta dai Romani come dracma, il dirham era un'unità di massa usata in tutto il Nord Africa, Vicino e Medio Oriente e Persia, con diversi valori.
Nel tardo Impero ottomano il dirham standard pesava 3,207 g; 400 dirham sono pari a una occa.
In Egitto nel 1895, era pari a 47,661 grani (3,088 g).